# Český lev – Union Beroun
Český lev – Union Beroun je fotbalový klub z Berouna, hrají Přebor Středočeského kraje. Vznikl sloučením dvou původních berounských klubů v roce 2007.

## Historie
Klub vznikl v roce 2007 sloučením klubů FK Český lev Beroun a TJ Králodvorská cementárna Beroun s cílem zlepšení finanční i sportovní činnosti fotbalu ve městě.

## Historie TJ Králodvorská cementárna Beroun
Klub byl založen roku 1924 jako SK Union Beroun. V průběhu let několikrát změnil své jméno: TJ Tatran Beroun, TJ Cementárny Beroun a TJ Králodvorská cementárna Beroun. Jeho největším úspěchem bylo působení v divizi v sedmdesátých letech. Zajímavostí je působení slavného Františka Pláničky na pozici trenéra.

## Historie FK Český lev Beroun
Klub vznikl v roce 1910 jako SK Závodí. V roce 1914 klub přijal jméno Sportovní kroužek Český lev v Berouně. Klub působil pod několika různými jmény: Český lev Beroun, Sokol ČSD Beroun, Lokomotiva Beroun a FK Český lev Beroun. Nejvýraznějšími úspěchy klubu je titulu mistra Podbrdské župy v letech 1929 a 1930 a postup do divize v roce 1937 a od roku 1958, kde poté působil dalších deset let. Klub třikrát zůstal jen krůček od postupu do druhé ligy.

## Umístění v jednotlivých sezonách
Stručný přehled
- 2005–2007: I. B třída Středočeského kraje – sk. B
- 2007–2018: Přebor Středočeského kraje
- 2018–2022: Divize A
- 2022–2023: Přebor Středočeského kraje
- 2023–2025: I. A třída Středočeského kraje – sk. A
- 2025–: I. B třída Středočeského kraje – sk. A

Jednotlivé ročníky
Legenda: Z - zápasy, V - výhry, R - remízy, P - porážky, VG - vstřelené góly, OG - obdržené góly, +/- - rozdíl skóre, B - body, červené podbarvení - sestup, zelené podbarvení - postup, fialové podbarvení - reorganizace, změna skupiny či soutěže
| Česko (2005– ) |                                        |        |    |    |   |    |    |    |     |    |        |
| Sezóny         | Liga                                   | Úroveň | Z  | V  | R | P  | VG | OG | +/- | B  | Pozice |
| 2005/06        | I. B třída Středočeského kraje – sk. B | 7      | 26 | 14 | 4 | 8  | 50 | 36 | +14 | 46 | 5.     |
| 2006/07        | I. B třída Středočeského kraje – sk. B | 7      | 26 | 14 | 5 | 7  | 60 | 49 | +11 | 47 | 3.     |
| 2007/08        | Přebor Středočeského kraje             | 5      | 28 | 10 | 7 | 11 | 58 | 51 | +7  | 37 | 8.     |
| 2008/09        | Přebor Středočeského kraje             | 5      | 30 | 10 | 7 | 13 | 53 | 59 | -6  | 37 | 11.    |
| 2009/10        | Přebor Středočeského kraje             | 5      | 30 | 15 | 2 | 13 | 56 | 48 | +8  | 47 | 7.     |
| 2010/11        | Přebor Středočeského kraje             | 5      | 30 | 12 | 5 | 13 | 48 | 51 | -3  | 41 | 9.     |
| 2011/12        | Přebor Středočeského kraje             | 5      | 30 | 12 | 6 | 12 | 48 | 48 | 0   | 42 | 6.     |
| 2012/13        | Přebor Středočeského kraje             | 5      | 30 | 11 | 8 | 11 | 52 | 60 | -8  | 41 | 9.     |
| 2013/14        | Přebor Středočeského kraje             | 5      | 30 | 12 | 6 | 12 | 47 | 58 | -11 | 42 | 8.     |
| 2014/15        | Přebor Středočeského kraje             | 5      | 30 | 10 | 3 | 7  | 47 | 67 | -20 | 3  | 12.    |
| 2015/16        | Přebor Středočeského kraje             | 5      | 30 | 13 | 2 | 15 | 58 | 54 | +4  | 42 | 7.     |
| 2016/17        | Přebor Středočeského kraje             | 5      | 30 | 9  | 7 | 14 | 51 | 74 | -23 | 38 | 12.    |
| 2017/18        | Přebor Středočeského kraje             | 5      | 30 | 18 | 1 | 11 | 67 | 53 | +14 | 56 | 3.     |
| 2018/19        | Divize A                               | 4      | 30 | 11 | 7 | 12 | 44 | 59 | -15 | 4  | 10.    |
| 2019/20        | Divize A                               | 4      | 16 | 6  | 4 | 6  | 25 | 34 | -9  | 24 | 8.     |
| 2020/21        | Divize A                               | 4      | 7  | 3  | 1 | 3  | 7  | 17 | -10 | 10 | 13.    |
| 2021/22        | Divize A                               | 4      | 30 | 5  | 4 | 21 | 24 | 78 | -64 | 19 | 15.    |
| 2022/23        | Přebor Středočeského kraje             | 5      | 30 | 7  | 5 | 18 | 33 | 71 | -38 | 26 | 16.    |
| 2023/24        | I. A třída Středočeského kraje – sk. A | 6      | 30 | 11 | 1 | 18 | 53 | 82 | -29 | 34 | 12.    |
| 2024/25        | I. A třída Středočeského kraje – sk. A | 6      | 30 | 6  | 4 | 20 | 33 | 94 | -61 | 2  | 15.    |

Poznámky:
- 2019/20: Sezona nedohrána kvůli pandemii covidu-19.
- 2020/21: Sezona nedohrána kvůli pandemii covidu-19.

## Český lev – Union Beroun „B“
Český lev – Union Beroun „B“ je rezervním týmem Český lev – Union Beroun, hraje Okresní přebor Berounska (8. nejvyšší soutěž).
Jednotlivé ročníky
- 2008–2025: Okresní přebor Berounska

Stručný přehled
Legenda: Z – zápasy, V – výhry, R – remízy, P – porážky, VG – vstřelené góly, OG – obdržené góly, +/− – rozdíl skóre, B – body, červené podbarvení – sestup, zelené podbarvení – postup, fialové podbarvení – reorganizace, změna skupiny či soutěže
| Česko (2004– ) |                          |        |    |    |   |    |    |    |     |    |        |
| Sezóny         | Liga                     | Úroveň | Z  | V  | R | P  | VG | OG | +/- | B  | Pozice |
| 2008/09        | Okresní přebor Berounska | 8      | 24 | 11 | 5 | 8  | 47 | 35 | +12 | 38 | 4.     |
| 2009/10        | Okresní přebor Berounska | 8      | 26 | 12 | 4 | 10 | 63 | 52 | +11 | 40 | 6.     |
| 2010/11        | Okresní přebor Berounska | 8      | 26 | 11 | 5 | 10 | 59 | 68 | -9  | 38 | 7.     |
| 2011/12        | Okresní přebor Berounska | 8      | 26 | 13 | 3 | 10 | 59 | 52 | +7  | 42 | 4.     |
| 2012/13        | Okresní přebor Berounska | 8      | 26 | 8  | 5 | 13 | 55 | 61 | -6  | 29 | 12.    |
| 2013/14        | Okresní přebor Berounska | 8      | 26 | 8  | 7 | 11 | 54 | 63 | -9  | 31 | 9.     |
| 2014/15        | Okresní přebor Berounska | 8      | 26 | 15 | 2 | 9  | 69 | 51 | +18 | 47 | 5.     |
| 2015/16        | Okresní přebor Berounska | 8      | 26 | 9  | 5 | 12 | 55 | 62 | -7  | 32 | 8.     |
| 2016/17        | Okresní přebor Berounska | 8      | 26 | 12 | 6 | 8  | 56 | 39 | +17 | 42 | 6.     |
| 2017/18        | Okresní přebor Berounska | 8      | 26 | 7  | 3 | 16 | 47 | 73 | -26 | 24 | 12.    |
| 2018/19        | Okresní přebor Berounska | 8      | 24 | 14 | 5 | 5  | 81 | 28 | +53 | 47 | 3.     |
| 2019/20        | Okresní přebor Berounska | 8      | 12 | 8  | 1 | 3  | 42 | 17 | +25 | 25 | 3.     |
| 2020/21        | Okresní přebor Berounska | 8      | 8  | 0  | 4 | 4  | 14 | 24 | -10 | 4  | 12.    |
| 2021/22        | Okresní přebor Berounska | 8      | 26 | 14 | 7 | 5  | 87 | 40 | +47 | 49 | 4.     |
| 2022/23        | Okresní přebor Berounska | 8      | 26 | 9  | 3 | 14 | 73 | 70 | +3  | 30 | 10.    |
| 2023/24        | Okresní přebor Berounska | 8      | 26 | 8  | 4 | 14 | 63 | 78 | -15 | 28 | 10.    |
| 2024/25        | Okresní přebor Berounska | 8      | 26 | 5  | 3 | 18 | 37 | 89 | -62 | 18 | 14.    |

Poznámky:
- 2019/20: Sezona nedohrána kvůli pandemii covidu-19.
- 2020/21: Sezona nedohrána kvůli pandemii covidu-19.